# Kananga, Leyte

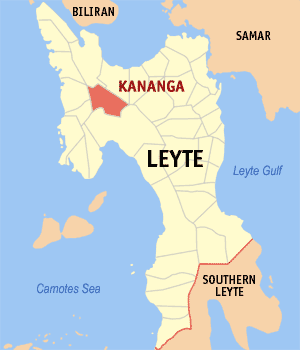
Bản đồ Leyte với vị trí của Kananga

Kananga là một đô thị hạng 2 ở tỉnh Leyte, Philippines. Theo điều tra dân số năm 2000 của Philipin, đô thị này có dân số 42.866 người trong 8,665 hộ.

## Các đơn vị hành chính
Kananga được chia ra 23 barangay.
| - Aguiting - Cacao - Kawayan - Hiluctogan - Libertad - Libongao - Lim-ao - Lonoy - Mahawan - Masarayao - Monte Alegre - Monte Bello | - Naghalin - Natubgan - Poblacion - Rizal - San Ignacio - San Isidro - Santo Domingo - Santo Niño - Tagaytay - Tongonan - Tugbong |